# Wandrahmsteg

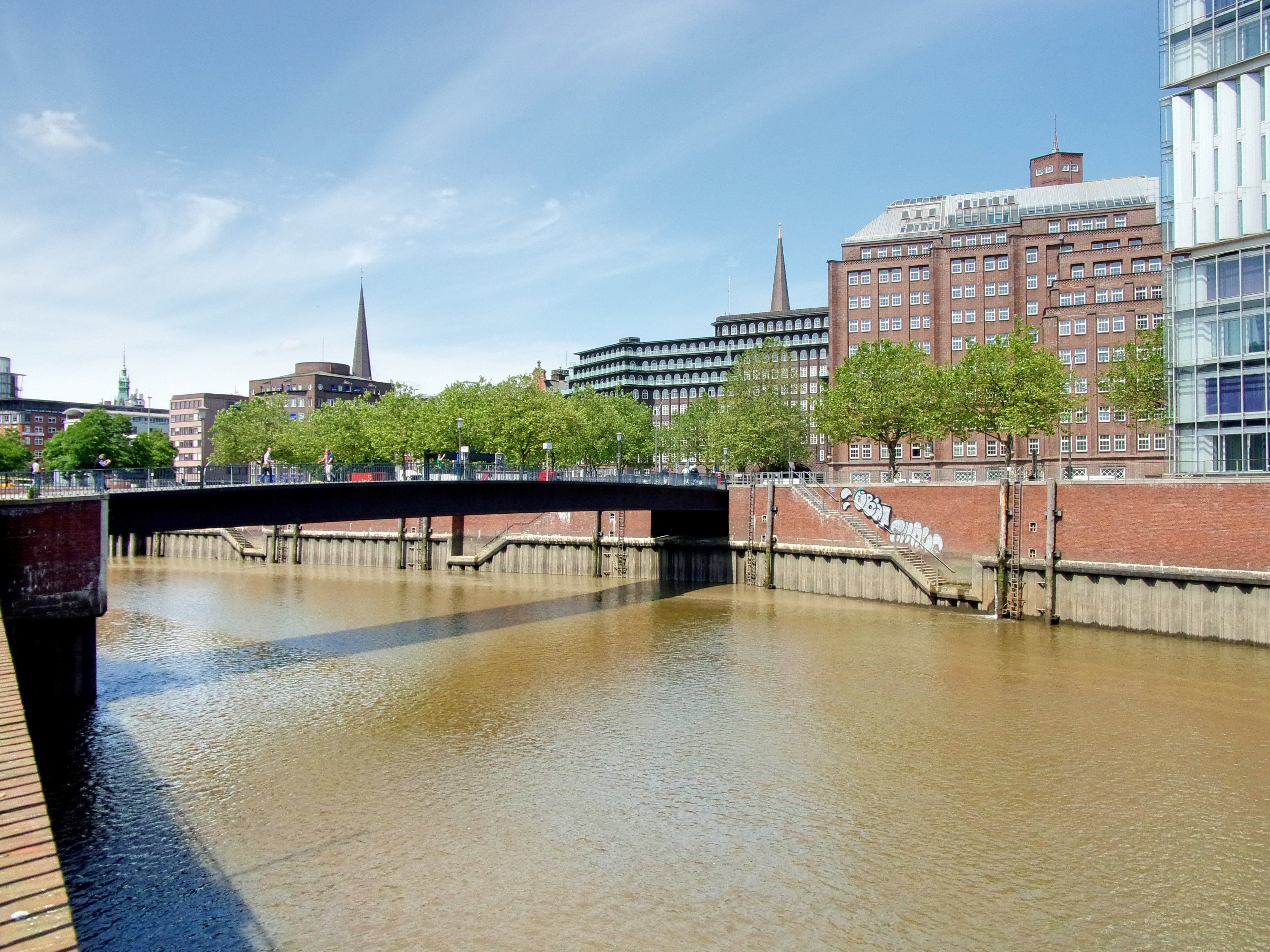
Wandrahmsteg

Der Wandrahmsteg ist eine Fußgängerbrücke, die die Hamburger Stadtteile Hafencity und Altstadt verbindet. Die im Jahr 1962 errichtete Balkenbrücke steht unter Denkmalschutz. 
Der Wandrahmsteg verbindet die Willy-Brandt-Straße (ehemals Ost-West-Straße) mit dem Wandrahm, einer Insel der HafenCity. Der Wandrahmsteg ist von der Behörde für Kultur und Medien mit der Nummer 12475 als Baudenkmal in der Hamburger Denkmalliste eingetragen.
Der Name der Brücke leitet sich vom Namen der Insel ab und erinnert zudem an die im Jahr 1962 abgebrochene Große Wandrahmsbrücke. Die Ausführung in Stahl und das – im Gegensatz zu den umliegenden Bauwerken – moderne Erscheinungsbild des Wandrahmstegs, ließ Befürchtungen aufkommen, dass die Einstufung der Speicherstadt als Weltkulturerbe gefährdet sein könnte.